# بخش بلیکلی، شهرستان اسکات، مینه سوتا
بخش بلیکلی (به انگلیسی: Blakeley Township) یک منطقهٔ مسکونی در ایالات متحده آمریکا است که در شهرستان اسکات، مینه‌سوتا واقع شده‌است.
 بخش بلیکلی ۷۱٫۵ کیلومتر مربع مساحت و ۴۹۶ نفر جمعیت دارد و ۳۰۲ متر بالاتر از سطح دریا واقع شده‌است.